# Bollnäs högre allmänna läroverk
Bollnäs högre allmänna läroverk var ett läroverk i Bollnäs verksamt från 1888 till 1968.

## Historia
Skolan har sitt ursprung i Bollnäs Enskilda Läroverk som startade 1888 och som 1911 ombildades till en sexårig realskola, som också från 1916 fick anslag från stat, landsting och kommun. Skolan ombildades 1926 till en kommunal mellanskola och ombildades i sin tur 1928/31 till Bollnäs samrealskola.  
Skolbyggnad för läroverket tillkom 1930 med Carl Bååth som arkitekt. Byggnaden rymmer numera Sävsbergs skola. 
1946 infördes en handelslinje och 1954 ändrades skolan till Bollnäs högre allmänna läroverk. Skolan kommunaliserades 1966 och när läroverket upphörde 1968 fick den mnamnet Torsbergsskolan. Studentexamen gavs från 1951 till 1968 och realexamen från 1923 till slutet av 1960-talet.